# اشتراكية عربية
الاشتراكية العربية هي أيديولوجيا سياسية مبنية على الخلط بين القومية العربية ووالاشتراكية. فالاشتراكية العربية تختلف عن الأفكار الاشتراكية المنتشرة في العالم العربي والتي تسبق قدوم فكرة الاشتراكية العربية بما يقارب الخمسين عاما.

## الخلفية والنفوذ
مثلت الاشتراكية العربية تيارا سياسيا مهما تاريخيا، مع أن نفوذها ضعف منذ ذلك الوقت. وصل هذا النفوذ ذروته خلال العقدين 50 و 60 من القرن الماضي، عندما شكلت الأيديولوجيا التي بني حولها حزب البعث العربي الاشتراكي وبشكل أقل الحركة الناصرية. عبارة الاشتراكية العربية هي من صنع ميشيل عفلق، أحد مؤسسي حزب البعث، لتمييزها عن الفكر الاشتراكي الماركسي الدولي في شرق أوروبا وشرق آسيا والرؤية الأوروبية الغربية للديمقراطية الاشتراكية.

## الأيديولوجيا
بالنسبة للعديد ومنهم ميشيل عفلق، الاشتراكية العربية كانت خطوة طبيعية في سبيل تكريس الوحدة العربية والحريات، كون النظام الاشتراكي في الملكية والتنمية وحده القادر على تجاوز مخلفات الاستعمار في العالم العربي. في نفس الوقت الاشتراكية العربية شديدة الاختلاف عن الحركات الاشتراكية بشرق أوروبا وشرق آسيا، التي كانت علمانية ودولية. وبخلاف نظيرها الصيني، قاعدة الحركة الاشتراكية العربية ليست عرقية، بل ثقافية ودينية. وبذلك كانت الاشتراكية العلمانية المعادية للديانات الشرق أوروبية وشرق آسيوية كانت تعتبر غير ملائمة للعالم العربي. بينما توافقت الاشتراكيات العربية والشرق أوروبية في البرامج الاقتصادية والاجتماعية، تفارقها في قواعد الفكر والمعتقد الديني حد من قوتها الثورية فملكية أدوات الإنتاج وجب تأميمها، لكن مع احترام العادات والقيم مثل الملكية الخاصة والإرث. كانت بعض أهداف الاشتراكية العربية القضاء على هياكل الاشتراكية البدائية مثل الإقطاعية والرحلية والقبائلية والطائفية الدينية واضطهاد المرأة، لكن بدون المساس بالروابط الاجتماعية التي تكون الهوية العربية.
عادة ما كانت توصف الاشتراكية العربية على أنها في منتصف الطريق بين الرأسمالية الغربية والشيوعية الشرقية، وأنها تعبير حديث على القيم العربية الأصيلة.
يقول البعض بأن أهم المظاهر الاقتصادية للاشتراكية العربية كانت إصلاحات الأراضي في مصر (1952) وسورية (1963) والعراق (1970) وتأميم أهم القطاعات الصناعية والمصرفية في هذه الدول. في مصر وسورية العديد من هذه السياسات عكست فيما بعد. بينما حققت أكثر نجاحا في العراق، أغلب الضن يعزى إلى الثروات النفطية، حتى بداية حرب الخليج الأولى سنة 1980.

## التدهور
الاشتراكية العربية، الناشئة عن الفكر القومي العربي، فقدت الكثير من جاذبيتها بعد هزيمة الجيوش العربية في حرب 1967، التي أضعفت من مكانة الرئيس المصري جمال عبد الناصر الذي مثل لدى العديد في العالم العربي صورة الزعيم قومي. بينما حافظت الاشتراكية العربية على قاعدة شعبية في الأعوام الموالية، كرست هزيمة حرب 1967 إعادة تفكير جوهرية على صعيد السياسات العربية، وقال البعض بأنها بداية نهاية الحقبة الاشتراكية العربية. تحول حزب البعث في كل من سورية والعراق في نهاية الستينيات من حركة أيديولوجية إلى وسيلة لتبرير الحكم الشمولي، فقدت الاشتراكية السياسية أهميتها السياسية. لم تعد الاشتراكية العربية قوة سياسية مهمة اليوم، لكن من آثارها الطابع العلماني لبعض الحكومات العربية. الأفكار القومية العربية لا تزال تحضى بقاعدة كبيرة من بين المثقفين العرب الذين يرون فيها حلا وسط بين الرأسمالية «الأنانية» والشيوعية «المعادية للمعتقدات الدينية».

## قائمة شخصيات اشتراكية عربية
فيما يلي قائمة بالشخصيات التي عرفت بميولاتها أو انتمائها الاشتراكي العربي مع أن بعضها لم يستعمل علنا المصطلح أو عبرت عن اعتراضها عليه.
- جورج حبش
- زكي الأرسوزي
- حافظ الأسد
- بشار الأسد
- هواري بومدين
- الوالي مصطفى سيد
- جمال عبد الناصر
- جعفر النميري
- صلاح الدين البيطار
- أحمد بن بلة
- المهدي بن بركة
- ياسر عرفات
- صدام حسين
- أكرم الحوراني
- محمد سياد بري
- معمر القذافي
- كمال جنبلاط
- عبد الفتاح إسماعيل الجوفي